# Linia kolejowa nr 514
Linia kolejowa nr 514 – zlikwidowana jednotorowa, niezelektryfikowana linia kolejowa, łącząca dawny posterunek odgałęźny Prostyń Bug i dawną stację Treblinka. Linia obecnie nie figuruje w ewidencji PKP PLK.

## Historia
Linia została zbudowana w 1940 roku. Pierwotnie stanowiła ona rezerwę na wypadek zniszczenia mostu linii kolejowej nr 6: Zielonka – Kuźnica Białostocka na Bugu. Ruch na linii zawieszono w 2000 roku, natomiast została rozebrana w 2009 roku.